# Primera divisió espanyola de futbol 1948-1949
Resum de l'activitat de la temporada 1948-1949 de la Primera divisió espanyola de futbol.

## Equips participants
| Club                | Ciutat     | Estadi                |
| ------------------- | ---------- | --------------------- |
| CE Alcoià           | Alcoi      | El Collao             |
| Atlético Bilbao     | Bilbao     | San Mamés             |
| Atlètic de Madrid   | Madrid     | Metropolitano         |
| FC Barcelona        | Barcelona  | Les Corts             |
| Celta de Vigo       | Vigo       | Balaídos              |
| Deportivo La Coruña | La Corunya | Riazor                |
| Gimnàstic           | Tarragona  | Avinguda de Catalunya |
| RCD Espanyol        | Barcelona  | Sarrià                |
| Reial Oviedo        | Oviedo     | Buenavista            |
| Reial Madrid        | Madrid     | Chamartín             |
| CE Sabadell         | Sabadell   | Creu Alta             |
| Sevilla FC          | Sevilla    | Nervión               |
| València CF         | València   | Mestalla              |
| Reial Valladolid    | Valladolid | Municipal             |

## Classificació general
| Pos | Equip               | PJ | PG | PE | PP | GF | GC | DG  | Pts | Classificació o descens         |
| --- | ------------------- | -- | -- | -- | -- | -- | -- | --- | --- | ------------------------------- |
| 1   | FC Barcelona (C)    | 26 | 16 | 5  | 5  | 66 | 36 | +30 | 37  | Classificat per la Copa Llatina |
| 2   | València CF         | 26 | 16 | 3  | 7  | 78 | 47 | +31 | 35  |                                 |
| 3   | Reial Madrid        | 26 | 15 | 4  | 7  | 67 | 42 | +25 | 34  |                                 |
| 4   | Atlètic de Madrid   | 26 | 15 | 4  | 7  | 54 | 32 | +22 | 34  |                                 |
| 5   | Reial Oviedo        | 26 | 13 | 4  | 9  | 50 | 43 | +7  | 30  |                                 |
| 6   | Atlético Bilbao     | 26 | 11 | 2  | 13 | 61 | 63 | −2  | 24  |                                 |
| 7   | RCD Espanyol        | 26 | 10 | 4  | 12 | 51 | 46 | +5  | 24  |                                 |
| 8   | Sevilla FC          | 26 | 11 | 1  | 14 | 35 | 40 | −5  | 23  |                                 |
| 9   | Gimnàstic           | 26 | 10 | 3  | 13 | 59 | 72 | −13 | 23  |                                 |
| 10  | Deportivo La Coruña | 26 | 9  | 4  | 13 | 56 | 60 | −4  | 22  |                                 |
| 11  | Celta de Vigo       | 26 | 9  | 4  | 13 | 51 | 64 | −13 | 22  |                                 |
| 12  | Reial Valladolid    | 26 | 10 | 2  | 14 | 38 | 59 | −21 | 22  |                                 |
| 13  | CE Alcoià (R)       | 26 | 8  | 5  | 13 | 30 | 54 | −24 | 21  | Descens                         |
| 14  | Sabadell (R)        | 26 | 5  | 3  | 18 | 43 | 81 | −38 | 13  | Descens                         |

## Resultats
| Casa \ Fora         | ALC | ATB | ATM | BAR | CEL | DEP | ESP | GIM | OVI | RMA | SAB | SEV | VAL | VAD |
| ------------------- | --- | --- | --- | --- | --- | --- | --- | --- | --- | --- | --- | --- | --- | --- |
| CE Alcoià           | —   | 1–0 | 0–0 | 1–2 | 1–0 | 1–0 | 2–0 | 2–2 | 2–1 | 2–2 | 2–1 | 2–0 | 0–1 | 2–1 |
| Atlético Bilbao     | 3–0 | —   | 1–3 | 2–0 | 3–2 | 3–1 | 4–3 | 4–1 | 0–1 | 2–3 | 7–2 | 4–0 | 3–2 | 7–2 |
| Atlètic de Madrid   | 4–0 | 3–2 | —   | 2–0 | 3–0 | 4–0 | 2–1 | 1–0 | 6–0 | 0–2 | 6–0 | 1–1 | 2–2 | 2–0 |
| FC Barcelona        | 4–0 | 5–2 | 4–0 | —   | 3–1 | 5–2 | 2–1 | 3–1 | 5–2 | 3–1 | 4–1 | 2–1 | 4–3 | 6–0 |
| Celta de Vigo       | 5–1 | 3–4 | 2–2 | 2–2 | —   | 1–1 | 2–1 | 6–4 | 2–1 | 3–1 | 3–2 | 3–1 | 4–2 | 2–0 |
| Deportivo La Coruña | 6–1 | 3–1 | 3–1 | 2–2 | 3–3 | —   | 3–0 | 6–2 | 1–2 | 0–3 | 5–2 | 2–0 | 1–2 | 5–0 |
| RCD Espanyol        | 1–1 | 1–1 | 4–1 | 1–1 | 5–0 | 4–1 | —   | 5–4 | 0–0 | 3–2 | 6–2 | 1–0 | 3–0 | 5–1 |
| Gimnàstic           | 3–1 | 3–1 | 2–1 | 2–2 | 3–2 | 1–4 | 4–1 | —   | 2–4 | 3–3 | 3–2 | 1–3 | 6–1 | 4–2 |
| Reial Oviedo        | 1–1 | 6–3 | 2–0 | 2–0 | 5–2 | 4–1 | 3–0 | 0–2 | —   | 1–1 | 5–4 | 0–1 | 2–1 | 2–1 |
| Reial Madrid        | 3–1 | 4–2 | 1–2 | 1–2 | 6–0 | 3–1 | 3–1 | 3–1 | 0–2 | —   | 5–1 | 1–0 | 4–3 | 4–1 |
| Sabadell            | 3–1 | 2–2 | 1–3 | 1–0 | 3–0 | 4–4 | 2–0 | 2–3 | 2–2 | 1–2 | —   | 1–3 | 0–3 | 3–1 |
| Sevilla FC          | 2–0 | 6–0 | 0–1 | 1–2 | 2–1 | 3–1 | 0–3 | 3–1 | 1–0 | 1–5 | 4–1 | —   | 0–2 | 2–1 |
| València CF         | 5–3 | 5–0 | 4–3 | 4–2 | 1–0 | 7–1 | 4–1 | 7–0 | 3–1 | 4–4 | 3–0 | 2–0 | —   | 6–2 |
| Reial Valladolid    | 4–2 | 1–0 | 0–1 | 1–1 | 4–2 | 1–0 | 1–0 | 3–1 | 2–1 | 2–0 | 4–0 | 2–0 | 1–1 | —   |

### Resultats finals
- Campió: FC Barcelona.
- Descensos: CE Alcoià i CE Sabadell.
- Ascensos: Reial Societat i CD Málaga.
- Màxim golejador:  César Rodríguez (FC Barcelona).
- Porter menys golejat:  Marcel Domingo (Atlètic de Madrid).

## Màxims golejadors
| Posició | Jugador          | Equip               | Gols |
| ------- | ---------------- | ------------------- | ---- |
| 1       | César Rodríguez  | FC Barcelona        | 27   |
| 2       | Telmo Zarra      | Atlético Bilbao     | 22   |
| 3       | Pahiño           | Reial Madrid        | 21   |
| 4       | Mundo            | València CF         | 19   |
| 5       | Adrián Escudero  | Atlètic de Madrid   | 17   |
| 6       | Vicente Seguí    | València CF         | 16   |
| 7       | Ángel Cabido     | Reial Oviedo        | 15   |
| 7       | Pablo Olmedo     | Reial Madrid        | 15   |
| 9       | Rafael Franco    | Deportivo La Coruña | 14   |
| 9       | Manuel Marquínez | Deportivo La Coruña | 14   |
| 9       | Gallardo         | Gimnàstic           | 14   |

## Porter menys golejat
| Posició | Jugador        | Equip             | Gols | Partits | Mitjana |
| ------- | -------------- | ----------------- | ---- | ------- | ------- |
| 1       | Marcel Domingo | Atlètic de Madrid | 28   | 24      | 1,16    |